# Jadão Junqueira
Jadão Junqueira, nome artístico de Jader Galzo Junqueira (São Paulo, 1 de junho de 1963 – Pato Branco, 11 de agosto de 2020) foi um baixista e produtor musical brasileiro, conhecido por ter sido músico da banda de rock cristão Katsbarnea, e tocado por um período com o cantor Brother Simion, e as bandas Renascer Praise e Filhos do Homem.
Com influências de jazz, funk rock e blues, o músico já foi citado como um dos melhores baixistas do Brasil.

## Carreira
Jadão iniciou desde muito cedo tocando na igreja evangélica participando de vários grupos informais, como eram chamados na época. 
Estudou no CLAM - Centro Livre de Aprendizagem Musical entre 1981 e 1984. Foi contrabaixista da Banda Sub-Solo 1986-1989, formada por Eduardo de Jesus - "O Dadinho" (guitarra e voz), Sergio Coffoni (Bateria) e Marcelo Inácio dos Santos (Percussão). Uma banda dedicada a interpretações do rock e pop nacional em um momento de ebulição do estilo no Brasil.
Jadão foi o primeiro baixista da Renascer Praise, e membro da banda Troad. Logo deixou a Troad. Entrou para a Banda Gospel "Katsbarnea" em 1991, com a saída do membro original Tchu Salomão, que era baixista e vocalista. Com a banda, participou de vários discos, e paralelamente tocou em vários discos solo do cantor Brother Simion, músico do qual é amigo. Jadão também gravou vocais no disco Na Virada do Milênio.
No Katsbarnea, Jadão ficou até 2005, quando saiu para fazer parte da banda Filhos do Homem, da qual foi membro até o inicio de 2016. No inicio de 2016 iniciou um trabalho independente de apoio a novos musicos atraves de Workshops.
O músico também gravou e tocou com vários outros músicos e bandas, como Déio Tambasco, Phil Driscol, Sam Baker, David Quinones, Soraya Moraes, David Fantazini entre muitos outros.

## Morte
O músico e baixista morreu no dia 11 de agosto de 2020 aos 57 anos, em um hospital em Pato Branco, no Paraná, após ser internado com um quadro grave de infecção generalizada.

## Discografia
- 1985: Brilhar - Vavá e Amigos
- 1992: Renacer Praise 1 - Renascer Praise
- 1992: Troad - Troad
- 1992: Cristo ou Barrabás - Katsbarnea
- 1995: Armagedom - Katsbarnea
- 1996: A Promessa - Brother Simion
- 1998: Asas - Brother Simion
- 1998: 10 Anos - Katsbarnea
- 2000: Na Virada do Milênio - Brother Simion
- 2000: Acústico - A Revolução está de volta - Katsbarnea
- 2002: Profecia - Katsbarnea
- 2005: Filhos do Homem 4 - Filhos do Homem
- 2006: Video Aula Tocando Baixo com o Jadão
- 2006: Video Aula Tocando bateria com Robson Roldão
- 2006: Os Ovelhas - Com Jesus Aprendi - Filhos do Homem
- 2007: Voz e Violão - Filhos do Homem
- 2007: Em Tudo ao Meu Redor - Filhos do Homem
- 2008: Seremos Um - Filhos do Homem
- 2013: Willian Graziane
- 2013: Pés na Rocha - Filhos do Homem